# Ophiomisidium speciosum
Ophiomisidium speciosum är en ormstjärneart som beskrevs av Jean Baptiste François René Koehler 1914. Ophiomisidium speciosum ingår i släktet Ophiomisidium och familjen fransormstjärnor. Inga underarter finns listade i Catalogue of Life.